# Telehash
Telehash è un protocollo di comunicazione e distribuzione dati "peer to peer" progettato per essere decentralizzato e sicuro.
Il protocollo è sotto licenza Creative Commons Public domain.
Telehash è anche un insieme di implementazioni del protocollo che è ancora in forte sviluppo. As a security-sensitive application, it has yet to receive a third-party security review. TeleHash è simile a BitTorrent Sync che permette agli utenti del software di condividere dati in sicurezza senza nessun server centrale Esistono implementazioni C, Python, Ruby, Erlang, JavaScript, Go, e Objective-C.